# Президентські вибори у США 2020
Президентські вибори у США 2020 року відбулися у вівторок 3 листопада та стали 59-ми виборами президента США. Перемогу на виборах здобув Джо Байден, що став 46 Президентом США. Виборці обирали колегію виборщиків, які 14 грудня 2020 року обрали нового президента та віцепрезидента США. Серія первинних виборів президента та парламентських зборів проводилася з лютого до серпня 2020 року. Цей процес висунення кандидатів є непрямими виборами, у яких виборці голосують, вибираючи список делегатів до з'їзду політичних партій, які потім вибирають кандидатів своїх партій на посаду президента та віцепрезидента. Основними двопартійними кандидатами є 45-й президент США від Республіканської партії Дональд Трамп у період з 2017 по 2021 і 47-й віцепрезидент США від Демократичної партії Джо Байден у період з 2009 по 2017. Вибори до Сенату 2020 року та вибори до Палати представників 2020 року, а також інші місцеві вибори проводилися одночасно з президентськими виборами.
Серед центральних питань виборів: вплив поточної пандемії COVID-19, у результаті якої загинуло понад 230 000 американців; протести у відповідь на вбивство поліцією Джорджа Флойда й інших афроамериканців; смерть судді Верховного суду Рут Бейдер Гінзбург і затвердження Емі Коні Барретт; норми щодо зміни клімату, зокрема Паризької кліматичної угоди, з якої Трамп планував вийти, та майбутнє Закону про доступну медичну допомогу, причому Байден аргументував захист і розширення сфери дії законодавства, а Трамп наполягав на його скасуванні.
Трамп забезпечив кандидатуру від республіканців без жодної серйозної опозиції поряд із 48-м віцепрезидентом США Пенсом. Колишній віцепрезидент Джо Байден забезпечив кандидатуру від Демократичної партії від свого найближчого суперника, сенатора Берні Сандерса, на праймериз, що включав найбільше поле кандидатів у президенти від будь-якої політичної партії в сучасну епоху американської політики. 11 серпня 2020 року Байден оголосив, що його кандидатом на посаду віцепрезидента буде Камала Гарріс, зробивши її першою афроамериканкою, першою індіаноамериканкою, першою азіаткою та третьою жінкою-кандидатом у віцепрезиденти за основним партійним квитком після Джеральдін Ферраро в 1984 році та Сари Пейлін у 2008 році.
Джо Джоргенсен забезпечила номінацію від лібертаріанців разом зі Спайком Коеном.
Переможець президентських виборів 2020 року був інавгурований о 11:50 EST 20 січня 2021 року. Байден став найстарішим президентом на момент вступу на посаду (він був інавгурований у віці 78 років) і кандидатом, що вперше за останні 28 років переміг чинного президента (після того, як 1992 року Білл Клінтон переміг Джорджа Буша-старшого); крім того, віцепрезидентом уперше стала жінка. У разі переобрання Трампа він також став би найстарішим в історії США президентом на момент інавгурації (у січні 2021 року йому було 74 роки). Це перші президентські вибори, на яких обом головним кандидатам понад 70 років.

## Загальні відомості
Стаття Друга Конституції передбачає, що президент і віцепрезидент США повинні бути громадянами США від народження, мати принаймні 35 років, і жити в країні протягом не менше 14 років. Кандидати на посаду президента найчастіше висуваються від однієї з партій США, у цьому випадку кожна зі сторін розробляє метод (наприклад, праймериз), щоб обрати найкращого кандидата для висування. Традиційно, праймериз — це непрямі вибори, у яких виборці голосують за делегата, що має підтримати певного кандидата. Члени партії офіційно номінують кандидата для висування від імені партії. Загальні вибори в листопаді також є непрямими: виборці голосують за членів колегії виборщиків; ці виборщики, зі свого боку, безпосередньо обирають президента та віцепрезидента. Президент обирається терміном на 4 роки.
У липні видання Економіст оцінило ймовірність перемоги Байдена на виборах у 91 %. Результати виборів визначатимуться не більшістю голосів виборців, а розподілом голосів у колегії виборщиків, число яких за того чи іншого кандидата залежить від результатів голосування в конкретних штатах.

### Президентські вибори 2016
На попередніх виборах кандидат від Республіканської партії Дональд Трамп отримав 306 голосів колегії при необхідних 270 та став 45-м президентом.

## Кандидати

### Республіканська партія
| Кандидати від Республіканської партії |                                         |
| Дональд Трамп                         | Майк Пенс                               |
| у Президенти                          | у Віцепрезиденти                        |
| център                                | център                                  |
| 45-й Президент США (2017–на посаді)   | 48-й Віцепрезидент США (2017–на посаді) |
| Кампанія\|                            |                                         |
| център                                |                                         |

### Інші основні кандидати
| Кандидати, відсортовані за датою зняття з праймеріз |                                                          |                                        |                                                     |
| Вільям Велд                                         | Джо Волш                                                 | Рокі Де ла Фуенте                      | Марк Сенфорд                                        |
|                                                     |                                                          |                                        |                                                     |
| 68-й губернатор штату Массачусетс (1991—1997)       | Член Палати представників від штату Іллінойс (2011—2013) | Бізнесмен                              | 68-й губернатор штату Південна Кароліна (2003—2011) |
|                                                     |                                                          |                                        |                                                     |
| Кампанія                                            | Кампанія                                                 | Кампанія                               | Кампанія                                            |
| до 18 березня 2020 року (286 564 голоси)            | до 7 лютого 2020 року (169 713 голоси)                   | до 23 квітня 2020 року (72 252 голоси) | до 11 листопада 2019 року (258 голосів)             |

### Колишні ймовірні кандидати
- Тед Круз, сенатор від Техасу з 2013; кандидат у президенти 2016[9]
- Ніккі Гейлі, губернаторка Південної Кароліни з 2011[10][11]
- Двейн Джонсон, актор з Флориди[12][13]
- Джон Кейсік, губернатор Огайо з 2011; кандидат в 2016 і в 2000[14]
- Тім Скотт, сенатор від Південної Кароліни з 2013[15][16]
- Джек Феллюр, Інженер на пенсії, Західна Вірджинія[17].

### Демократична партія
| Кандидати від Демократичної партії |                                   |
| Джо Байден                         | Камала Гарріс                     |
| у Президенти                       | у Віцепрезиденти                  |
|                                    |                                   |
| 47-й Віцепрезидент США (2009—2017) | Сенаторка від Каліфорнії (з 2017) |
| Кампанія\|                         |                                   |
|                                    |                                   |

#### Колишні ймовірні кандидати від Демократичної партії
- Джо Байден, віцепрезидент США (2009—2017); кандидат у президенти 1988 і 2008[18];
- Берні Сандерс, сенатор від Вермонту (з 2007);
- Елізабет Воррен, сенаторка від Массачусетсу (3 2012);
- Камала Гарріс, сенаторка від Каліфорнії (з 2017);
- Піт Буттіджедж, мер Саут-Бенда (2012—2019);
- Майкл Блумберг — мільярдер, засновник і власник інформаційної агенції Bloomberg, колишній мер Нью-Йорка[19].

8 квітня 2020-го Берні Сандерс заявив про відмову брати участь у виборах, після чого єдиним фактичним кандидатом від «демократів» залишився Джо Байден.

## Кандидати від «третіх сил»
Партії, перелічені в цьому розділі, отримали право на висування в достатній кількості штатів, щоб теоретично отримати мінімальну кількість голосів виборщиків (270 з 538), необхідних для перемоги на виборах. Особи, включені до цього розділу, отримали президентську номінацію від третьої партії, чи офіційно балотуються як незалежні кандидати. Усередині кожної партії кандидати перелічені в алфавітному порядку за прізвищем.[уточнити]

### Лібертаріанська партія
Джоанн Марі Йоргенсен (англ. Joanne Marie Jorgensen, нар. 1 травня 1957) — американська професорка та політична активістка. Кандидатка на президентських виборах 2020 року.

#### Колишні ймовірні кандидати
| Ім'я       | Дата народження                        | Посада          | Штат    | Анонсування | Посилання            |
| ---------- | -------------------------------------- | --------------- | ------- | ----------- | -------------------- |
| Адам Кокеш | 1 лютого 1982 Сан-Фернандо, Каліфорнія | Ведучий ток-шоу | Аризона | 2013        | [ 21 ] [ 22 ] [ 23 ] |

### Партія зелених
Говард Гоукінс (англ. Howard Gresham Hawkins, нар. 8 грудня 1952 р.) — американський профспілковий активіст, еколог і лівий громадсько-політичний діяч з Нью-Йорка. Співзасновник Партії зелених США.

#### Колишні ймовірні кандидати
- Джилл Стайн, лікарка з Массачусетсу; кандидатка на посаду президента 2012 і 2016[24]

## Перебіг подій

### Дебати та рейтинги
29 вересня о 21:00 (4:00 30 вересня за київським часом) пройшли перші дебати між Трампом і Байденом. Усього було заплановано три раунди (15 жовтня в Маямі та 22 жовтня в Нешвіллі).
Протягом останнього тижня перед голосуванням Байден випереджав Трампа на 7,6 %, згідно з даними RCP національне опитування показало такі результати:
- Джо Байден — 51,2 %
- Дональд Трамп — 43,6 %

## Результати
На двох виборчих дільницях у Нью-Гемпширі переміг Байден, отримавши в Діксвілл-Нотч 5 голосів. У Міллсфілді (Огайо) переміг Трамп, отримавши 16 голосів, Байден отримав 5 голосів.
Станом на 7 листопада 2020 року, за даними аналізу підрахунків голосів, які проводить телеканал CNN, Джо Байден перемагає на виборах президента США. Він набрав вже 273 голосів виборщиків (мінімально необхідна кількість голосів для перемоги на виборах — 270). У його конкурента, Дональда Трампа — залишається 213. На виборах президента США все ще не підраховані голоси в штатах: Джорджія (16 голосів), Північна Кароліна (15 голосів), Невада (6 голосів), Аризона (5 голосів) й Аляска (3 голоси). Лише у двох із них лідирує Трамп, але голоси цих штатів уже ніяк не вплинуть на фінальний результат виборів.
Станом на 20 листопада 2020 року, набравши 16 голосів виборців у Джорджії, Байден отримує загалом 306 голосів виборщиків проти 232 голосів Трампа.
14 грудня 2020 року колегія виборщиків обрала Джо Байдена Президентом США (306 голосів проти 232 за Трампа).
| Кандидат          | Партія                 | Виборці     | Виборці | Виборщики |
| Кандидат          | Партія                 | Кількість   | %       | Виборщики |
| ----------------- | ---------------------- | ----------- | ------- | --------- |
| Джо Байден        | Демократична партія    | 81 268 867  | 51,3    | 306       |
| Дональд Трамп     | Республіканська партія | 74 216 747  | 46,9    | 232       |
| Джоанн Джоргенсен | Лібертаріанська партія | 1 865 720   | 1,2     | 0         |
| Хауї Хокінс       | Партія зелених         | 405 034     | 0,3     | 0         |
| Інші              |                        | 627 567     | 0,3     | 0         |
| Усього            |                        | 158 383 935 | 100     | 538       |
| Явка              |                        | 239 247 182 | 66,2    |           |

## Судові позови

Biden-Trump battleground states, 12 Nov 2020

Станом на вечір 12 листопада 2020 року предметом судових суперечок були такі штати:
1. IA Айова
2. AZ Аризона
3. VA Вірджинія
4. WI Вісконсин
5. GA Джорджія
6. CO Колорадо
7. MN Міннесота
8. MI Мічиган
9. NV Невада
10. NH Нью-Гемпшир
11. OH Огайо
12. PA Пенсільванія
13. NC Північна Кароліна
14. TX Техас
15. FL Флорида

## Протести
12 грудня поліція Вашингтона затримала 23 учасників акцій прихильників і противників Дональда Трампа. Під час акцій були затримані і постраждалі. Шість громадян здійснили напади на поліціянтів, десять — напали на інших громадян. Також чотирьох мітингувальників затримали за участь у заворушеннях.